# Žiželický les
Žiželický les je přírodní památka vyhlášená nařízením Středočeského kraje s účinností od 5. dubna 2017 z důvodu zachování a podpory všech složek biodiverzity území vázaných na světlé lesy, především pro udržení a zlepšení stavu populace hnědáska osikového.

## Popis lokality
Přírodní památka se nachází v izolovaném lesním komplexu, který zaujímá nevýrazný pahorek až táhlý hřbet, je celá obklopena poli, pouze u přístupových cest byly v nedávné době založeny menší remízky s rozvolněnými výsadbami listnatých stromů. Nejcennější částí chráněného území jsou lesní společenstva hercinských dubohabřin (65 % území) a vlhkých acidofilních doubrav (10 % území) a druhů na uvedená společenstva vázaných. Ze vzácných bezobratlých živočichů je to hnědásek osikový (Euphydryas maturna) a roháč obecný (Lucanus cervus) a z rostlin lilie zlatohlavá (Lilium martagon), medovník meduňkolistý (Melittis melissophyllum), okrotice bílá (Cephalanthera damasonium), okrotice červená (Cephalanthera rubra) a pryšec kosmatý (Euphorbia villosa).
Na východě lokality se nachází vysílací věž a archeologické naleziště Mohylník. 

## Galerie

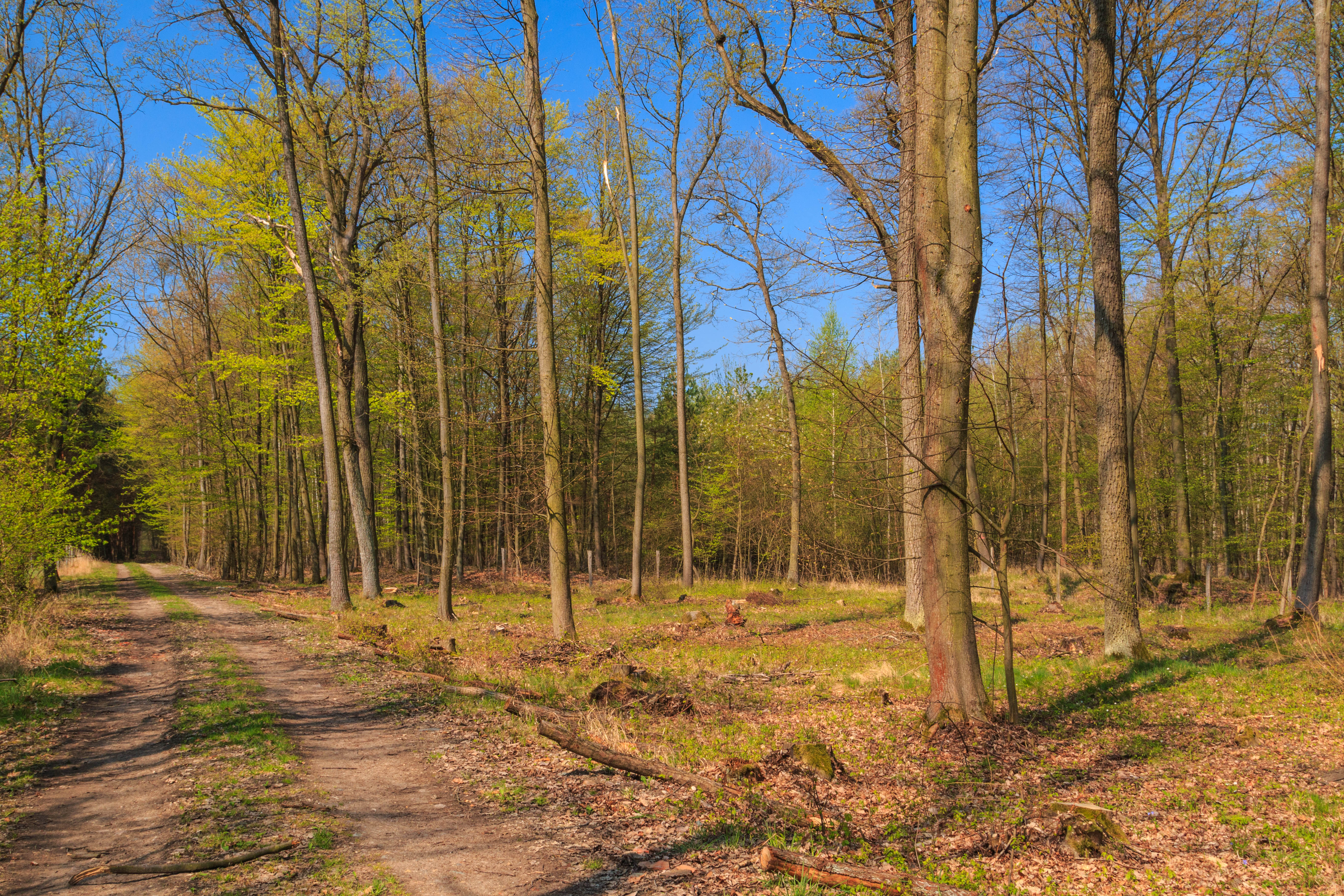
Žiželický les
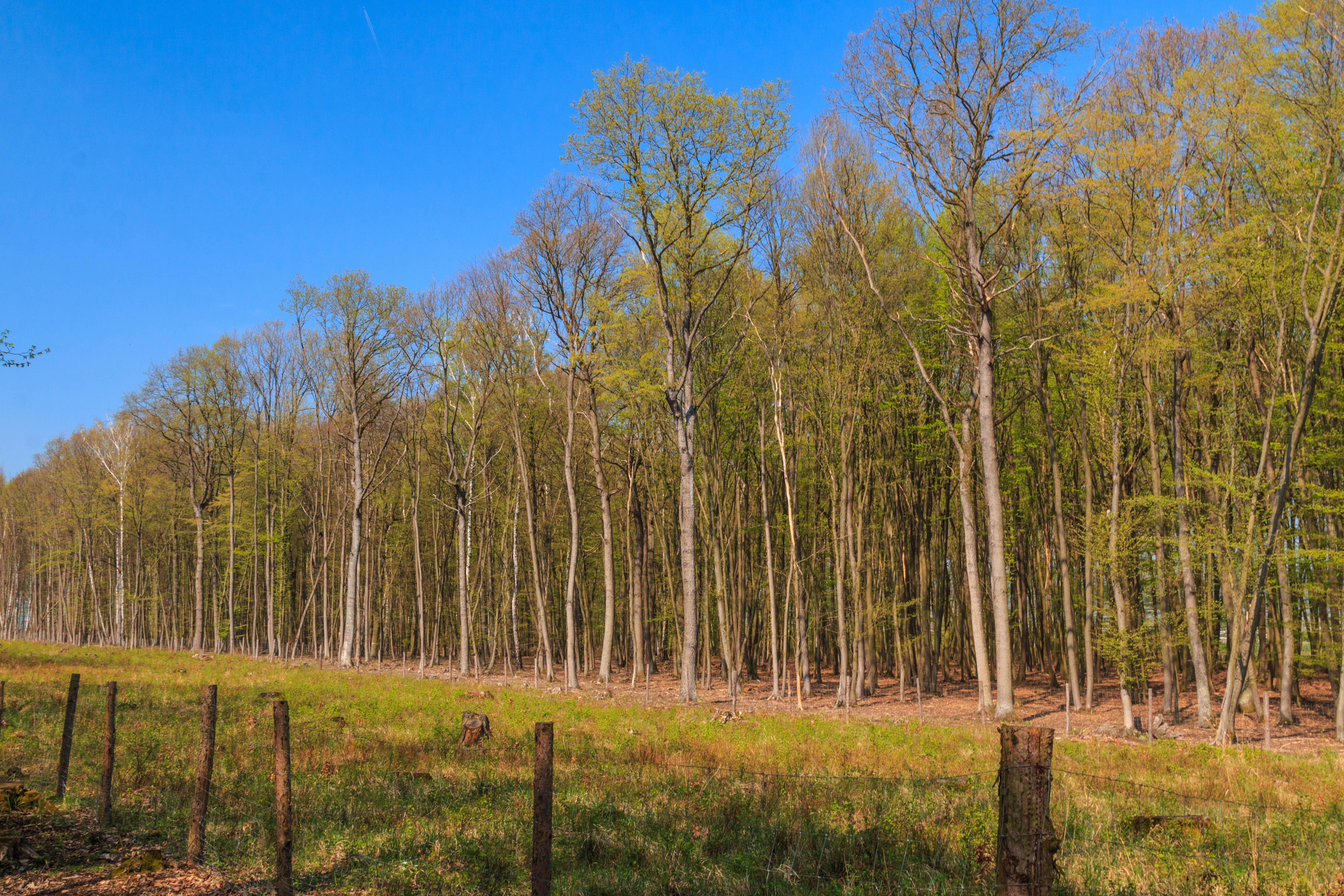
Žiželický les
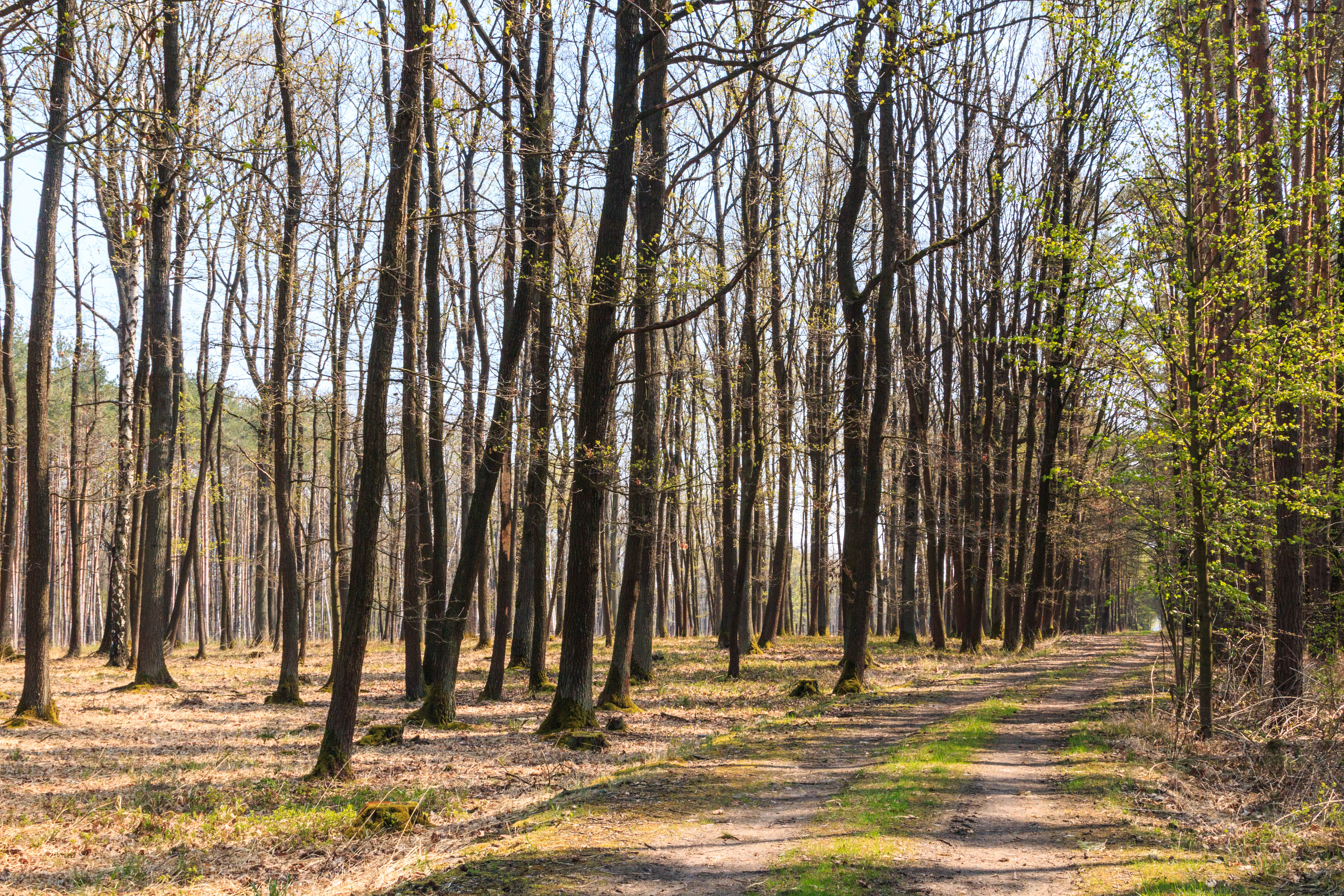
Žiželický les
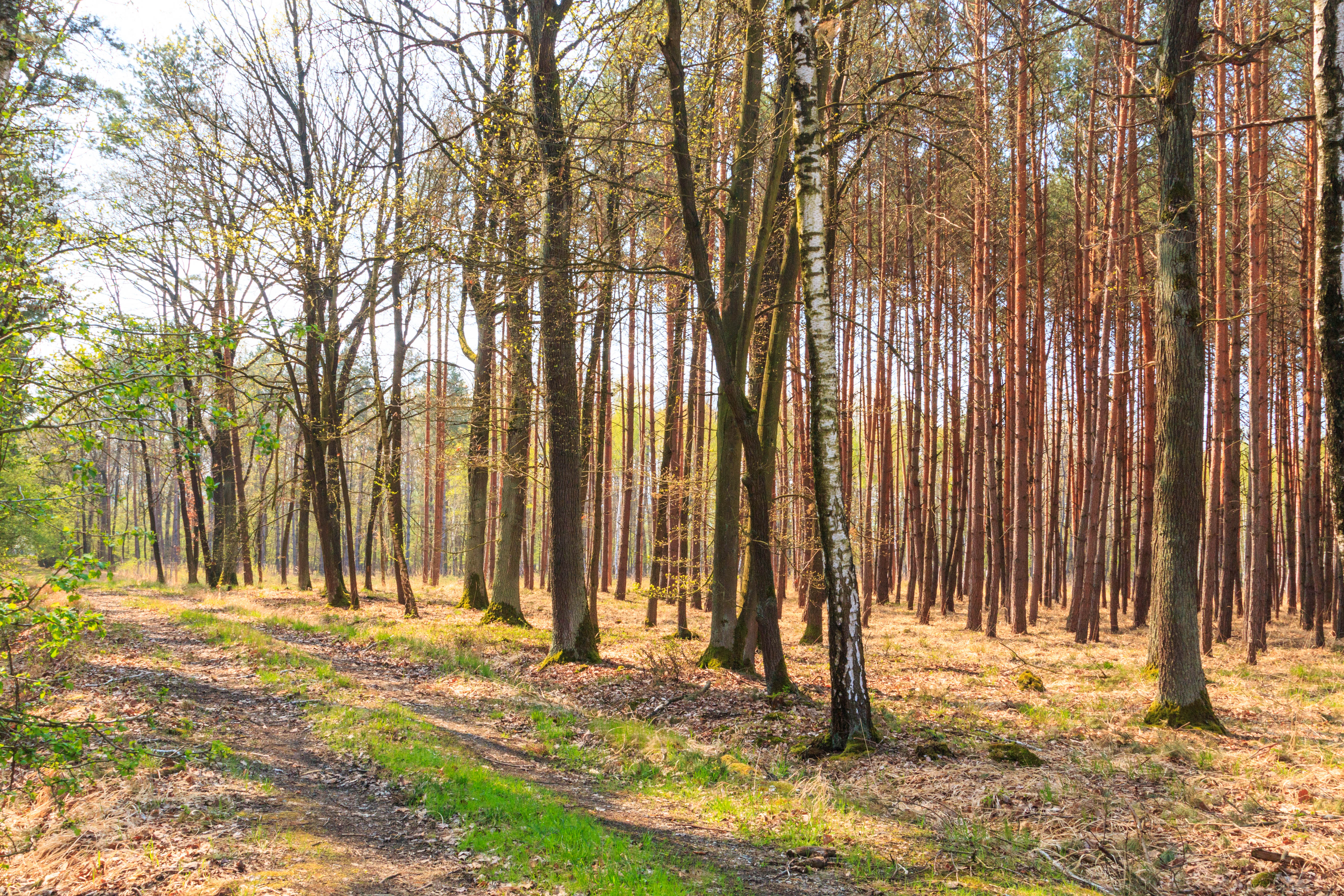
Žiželický les